# 박만서
박만서(朴晩緖, 1879년 음력 6월 1일~1924년 양력 4월 25일)는 구한말과 일제강점기의 법조인이다. 본관은 반남이다.

## 가족관계
- 증조부 : 박제선(朴齊先)
  - 조부 : 박근양(朴近陽)
    - 생부 : 박용우(朴用雨) 양부 : 박영준(朴泳俊)

## 생애
1895년에 박영효가 주도해 구성한 관비유학생으로 뽑혀 일본의 게이오의숙으로 유학한 개화파 계열의 인물이었다. 게이오의숙 보통과를 졸업하고 1897년부터는 도쿄법학원에 입학해 3년간 법률을 공부했다.
일본의 재판소 견습까지 마친 뒤 1901년에 귀국하여 법조 계열에서 근무했다. 1906년 법부의 법률기초위원으로 임명되었고, 1906년에는 평리원 판사와 법관양성소 교관이 되었다.
이 무렵은 항일 의병운동이 활동할 때였는데, 박만서는 평리원 판사와 경성지방재판소 판사(1907년) 등을 지내면서 의병 재판에서 대부분 중형을 선고했다. 박만수에게 재판을 받은 의병장 중 상당수는 대한민국 정부로부터 국가유공자 공훈을 추서받았다.
1909년부터 변호사 등록을 하고 변호사로 일했으며, 1921년에 조선변호사협회 창립총회가 열렸을 때 14인의 평의원 중 한 명으로 참여했다.

## 의병 재판
박만서가 판사로 근무하면서 담당한 의병 사건은 약 24건이다. 이 가운데 해당 의병장이 징역 또는 유형 5년 이상의 중형을 선고받았고, 대한민국 국가보훈처가 훈장을 수여한 주요 사건 내역은 다음과 같다.
| 재판 날짜        | 의병장 이름    | 주활동 지역    | 국가보훈처의 서훈 내역 | 재판 결과    |
| ---------------- | -------------- | -------------- | ---------------------- | ------------ |
| 1906년 11월 23일 | 이사성 외 2인  | 충청북도       | 건국훈장 애족장 등     | 유형 10년 등 |
| 1906년 11월 23일 | 이세영         | 충청북도       | 건국훈장 애족장        | 종신 유형    |
| 1906년 12월 13일 | 전덕원 외 1인  | 평안도         | 건국훈장 국민장 등     | 유형 15년 등 |
| 1907년 12월 29일 | 윤이병 외 22인 | 이완용 집 방화 | 건국훈장 국민장 등     | 종신 유형 등 |
| 1908년 3월 13일  | 김봉기         | 경기도         | 건국훈장 애국장        | 사형         |
| 1908년 4월 3일   | 임응서         | 경기도         | 건국훈장 애국장        | 종신 유형    |
| 1908년 5월 22일  | 김경선         | 경기도         | 건국훈장 애족장        | 유형 10년    |
| 1908년 5월 22일  | 이연년         | 경기도         | 건국포장               | 유형 10년    |
| 1908년 5월 29일  | 박경채         | 경기도         | 건국훈장 애족장        | 유형 10년    |
| 1908년 5월 29일  | 정철화         | 경기도         | 건국훈장 독립장        | 유형 15년    |
| 1908년 6월 6일   | 한원태 외 2인  | 이인영 부대    | 건국훈장 애국장 등     | 유형 15년 등 |
| 1908년 6월 8일   | 박순길         | 경기도         | 건국훈장 애국장        | 유형 10년    |
| 1908년 7월 13일  | 김재선 외 2인  | 경기도         | 건국훈장 애국장 등     | 유형 15년 등 |
| 1908년 7월 14일  | 정치삼 외 1인  | 경기도         | 건국훈장 애족장 등     | 유형 10년 등 |
| 1908년 7월 29일  | 우상옥         | 충청도·경기도  | 건국훈장 애국장        | 유형 15년    |
| 1908년 7월 31일  | 정시항 외 2인  | 충청북도       | 건국훈장 애족장 등     | 유형 15년 등 |

## 사후
2007년에 대한민국 친일반민족행위진상규명위원회가 공식 발표한 친일반민족행위 195인 명단 중 사법 부문에 선정되었다. 2008년 발표된 민족문제연구소의 친일인명사전 수록예정자 명단에도 포함되었다.

## 참고 자료
- 친일반민족행위진상규명위원회 (2007년 12월). 〈박만서〉 (PDF). 《2007년도 조사보고서 II - 친일반민족행위결정이유서》. 서울. 1110~1128쪽쪽. 발간등록번호 11-1560010-0000002-10. [깨진 링크(과거 내용 찾기)]